# شينورن
شينورن (بالإنجليزية: Schinhorn)‏ هو أحد جبال سلسلة جبال الألب البرنية ويقع في كانتون فاليز في سويسرا. يحتل المرتبة رقم 39 في قائمة جبال سويسرا من حيث الارتفاع، إذ يبلغ ارتفاعه حوالي 3797 متر، بينما يبلغ ارتفاع نتوء الجبل 422 متر، هذا وقد سجل أول وصول لقمة الجبل عام 1869.